# Tropidophorus murphyi
Tropidophorus murphyi är en ödleart som beskrevs av  Hikida, Orlov NABHITABHATA och OTA 2002. Tropidophorus murphyi ingår i släktet Tropidophorus och familjen skinkar. Inga underarter finns listade i Catalogue of Life.